# فريزر روجرز
فريزر روجرز (بالإنجليزية: Fraser Rogers)‏ مواليد 19 ديسمبر 1995 في سويندون، المملكة المتحدة، هو متسابق دراجات نارية بريطاني. نافس في بطولة العالم للسوبرسبورت.

## روابط خارجية
- فريزر روجرز على موقع MotoGP.com (الإنجليزية)
- فريزر روجرز على موقع WorldSBK.com (الإنجليزية)